# Roselyne Bachelot
Roselyne Bachelot nata Narquin (Nevers, 24 dicembre 1946) è una politica francese.
È ministra della cultura nel governo del primo ministro Jean Castex dal luglio 2020 al maggio 2022.
In passato è stata ministra della solidarietà e della coesione sociale e ha aderito all'Unione per un Movimento Popolare, che faceva parte del Partito Popolare Europeo.

## Primi anni e formazione
Bachelot è nata come Roselyne Narquin il 24 dicembre 1946 a Nevers, in Francia. Suo padre, Jean Narquin, era un partigiano e deputato gollista, e sua madre Yvette Le Du, nativa di Gourin; entrambi i genitori erano dentisti. Ha un fratello, Jean-Yves Narquin, che si è candidato al Parlamento europeo come membro del Fronte nazionale nel 2015.
Bachelot ha conseguito un dottorato in farmacia.

## Carriera politica

### Deputata all'Assemblea nazionale
Dal 1988 al 2002 e di nuovo nel 2007, Bachelot è stata deputata all'Assemblea nazionale, in rappresentanza del primo collegio elettorale del Maine-et-Loire. In quel periodo ha fatto parte della commissione per gli affari culturali.

### Europarlamentare
Dal 2004 al 2007 Bachelot è stata europarlamentare nel collegio Francia occidentale. È stata membro della commissione per l'occupazione e gli affari sociali del Parlamento europeo. È stata anche sostituta alla commissione per l'industria, la ricerca e l'energia, membro della delegazione per le relazioni con il Consiglio legislativo palestinese e sostituta della delegazione per le relazioni con Israele.

### Carriera di governo
Dal 2007 al 2010 Bachelot è stata ministra francese per la salute e lo sport. Poiché i ministri francesi non possono essere europarlamentari, è stata costretta a rinunciare al suo seggio al Parlamento europeo.
Durante la sua carica di ministro, Bachelot ha seguito l'introduzione del previsto divieto di fumare in ristoranti, bar, discoteche, casinò e altre attività commerciali a partire dal 2008. Inoltre, ha consigliato cautela sull'uso eccessivo di telefoni cellulari, soprattutto da parte dei bambini. Sempre nel 2008, ha approvato pubblicamente la legge proposta da Valérie Boyer che avrebbe reso la promozione della dieta estrema un crimine punibile fino a due anni di carcere e una multa di circa 45.000 euro; la proposta di legge fu approvata all'Assemblea, ma fu respinta dal Senato. Ha anche incoraggiato l'Assemblea nazionale francese a cambiare l'età legale per acquistare alcolici in Francia, alzandola da 16 a 18 anni; la nuova legge è entrata in vigore nel luglio 2009.
Nel 2009 Bachelot ha ordinato 94 milioni di vaccini da Sanofi Pasteur, GlaxoSmithKline, Novartis e Baxter International per il governo francese a un costo di 869 milioni di euro (e un'opzione su 34 milioni di vaccini aggiuntivi nel 2010) per combattere il virus dell'influenza H1N1; tuttavia, meno del 10% della popolazione francese (circa 6 milioni di persone) era stato vaccinato entro la fine dell'inverno. In seguito ha annullato oltre la metà dei vaccini antinfluenzali ordinati, nel tentativo di evitare le critiche per aver prenotato troppe dosi.
Nel giugno 2010 Bachelot ha fatto notizia quando ha ridotto in lacrime alcuni giocatori della nazionale di calcio francese dopo una sconfitta per 2-1 contro il Sudafrica nella Coppa del Mondo FIFA 2010. Incontrando la squadra, ha accusato i giocatori di rovinare l'immagine della Francia e ha definito il loro comportamento un "disastro morale".
Nel novembre 2010 Bachelot è stata nominata Ministro degli affari sociali insieme a Marie-Anne Montchamp e Claude Greff nel terzo governo François Fillon. Avrebbe dovuto occuparsi della riforma del sistema sanitario pubblico per gli anziani, ma, a causa delle restrizioni di bilancio rese necessarie dalla recessione globale iniziata nel 2008, ha dovuto abbandonare qualsiasi progetto di riforma. Dopo la vittoria di François Hollande alle elezioni presidenziali francesi nel 2012, è stata sostituita da Marisol Touraine. Ha annunciato che avrebbe sostenuto l'ex primo ministro François Fillon alla presidenza dell'Unione per un movimento popolare.

## Carriera successiva

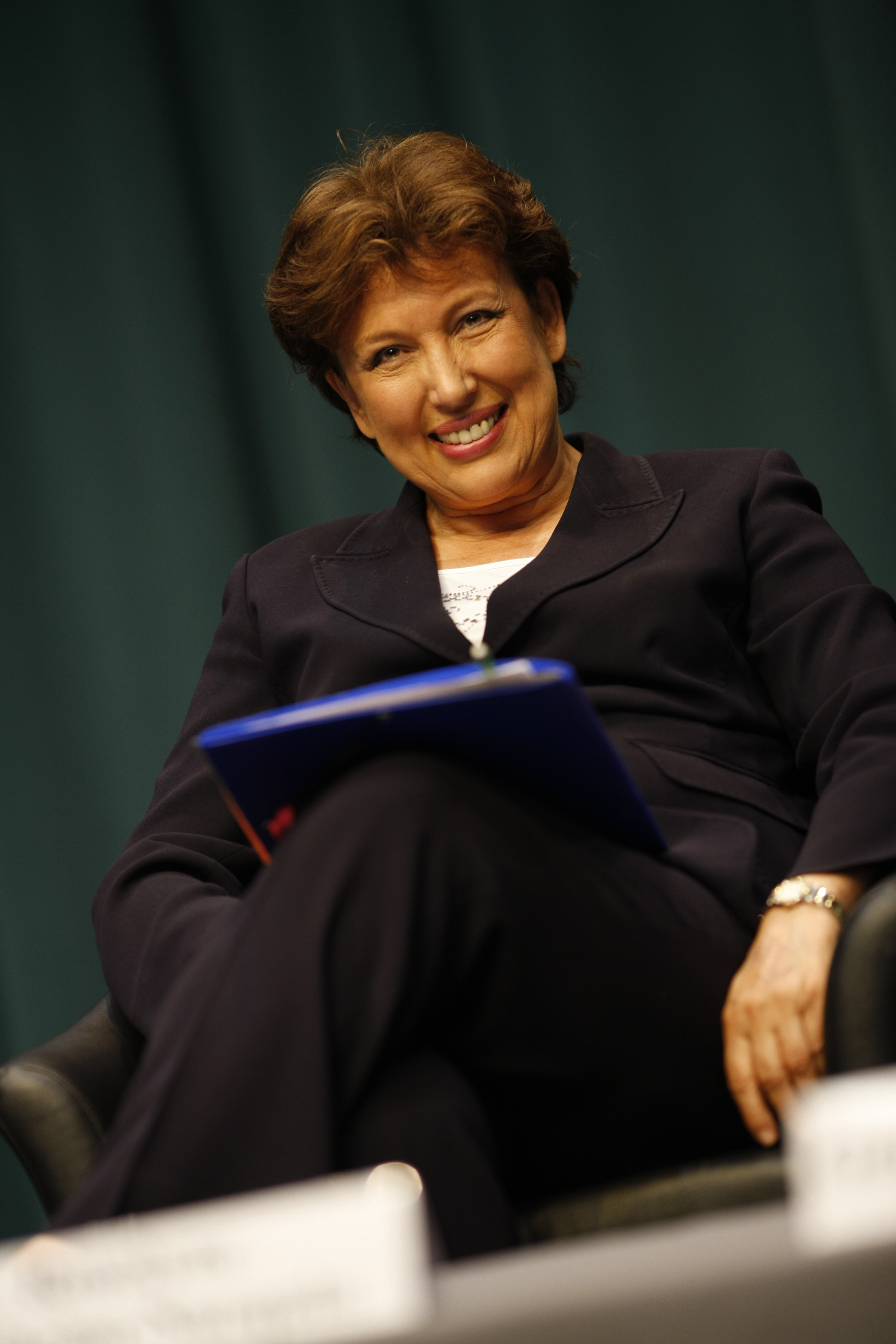
Roselyne Bachelot nel 2009

Dal 2012 Bachelot ha collaborato all'adattamento francese del programma televisivo The View insieme all'ex conduttrice di telegiornale Laurence Ferrari e altri.
Nel marzo 2016 Bachelot ha commentato l'infortunio di Rafael Nadal nel 2012-2013 affermando: "Si sa più o meno che il famoso infortunio di Rafael Nadal che l'ha tenuto lontano dalle competizioni per sette mesi è certamente dovuto a un controllo positivo". In risposta Nadal ha citato in giudizio Bachelot per i suoi commenti nell'aprile 2016. La causa è stata vinta da Nadal nel novembre 2017 con Bachelot condannata a pagargli 12.000 euro.
Nel 2016, in un editoriale pubblicato da Le Journal du Dimanche, Bachelot e altre sedici donne di alto profilo provenienti da tutto lo spettro politico - tra cui Élisabeth Guigou, Christine Lagarde, e Valérie Pécresse - hanno espresso il proprio impegno pubblico per rendere note “tutte le osservazioni sessiste, i gesti e i comportamenti inappropriati".
Alla vigilia della Giornata internazionale della donna del 2018, Bachelot - insieme a Marlène Schiappa e altri - è apparsa in una rappresentazione dei Monologhi della vagina di Eve Ensler al teatro Bobino di Parigi.

## Ritorno alla politica
Il 6 luglio 2020 Bachelot è stata nominata Ministro della Cultura nel governo del Primo Ministro Jean Castex, sotto la presidenza di Emmanuel Macron. Durante il suo mandato, ha supervisionato gli sforzi per stabilizzare la situazione finanziaria di musei, cinema e teatri colpiti da misure di salute pubblica durante la pandemia di COVID-19 in Francia.

## Altre attività
- Vicepresidente del Consiglio di amministrazione dell'Istituto francese per gli affari internazionali e strategici (IRIS).[17]

## Posizioni politiche
Bachelot è una sostenitrice di lunga data del matrimonio tra persone dello stesso sesso e aveva sfidato le posizioni del suo partito del tempo parlando all'Assemblea a favore dell'approvazione dei PACS nel 1999.
Nel 2005 Bachelot è stata uno dei pochi politici di spicco che ha difeso rapidamente e pubblicamente il tentativo di Ségolène Royal di candidarsi - prima donna nella storia francese a farlo con fondate possibilità di vittoria - alle elezioni presidenziali del 2007 e ha denunciato i commenti sessisti rivolti a Royal.
Nel 2012 Bachelot ha sostenuto con successo la posizione di due organizzazioni femministe francesi, "Osez le féminisme!" ("Abbiate il coraggio di essere femminista!") e "Les Chiennes de Garde" (Le cagne da guardia), con il primo ministro François Fillon che successivamente ha ordinato di abolire la forma "mademoiselle " - cioè "signorina" - dai formulari e dai documenti ufficiali in tutta la Francia.

## Vita privata
Bachelot è sposata con Jacques Bachelot. Suo cognato, François Bachelot, è stato deputato all'Assemblea nazionale dal 1986 al 1988 come membro del Fronte nazionale.

## Incarichi politici
Funzioni governative
- Ministra della solidarietà e della coesione sociale: 2010-2012.
- Ministra della salute, della gioventù e dello sport: 2007-2010.
- Ministra dell'ambiente, dell'ecologia e dello sviluppo sostenibile: 2002-2004.

Mandati elettorali
Parlamento europeo
- Europarlamentare: 2004-2007 (dimessasi in quanto divenuta ministra nel 2007 e rieletta deputata dell'Assemblea nazionale francese nel 2007).

Assemblea nazionale francese
- Deputata all'Assemblea Nazionale francese per il Maine-et-Loire (prima circoscrizione): eletta nel 1988, rieletto nel 1993, 1997, 2002, 2007.

Consiglio regionale
- Vicepresidente del Consiglio regionale dei Paesi della Loira: 2001–2004.
- Consigliere regionale dei Paesi della Loira: eletta nel 1986 e rieletta nel 1992, 1998, 2004. Dimessasi nel 2007.

Consiglio generale dipartimentale
- Consigliere generale del Maine-et-Loire: 1982–1988.

## Radio
- Dal 2014: Les pieds dans le plat su Europe 1
- Dall'autunno 2015: Les Grosses Têtes su RTL